# Lávky u Kongresového centra

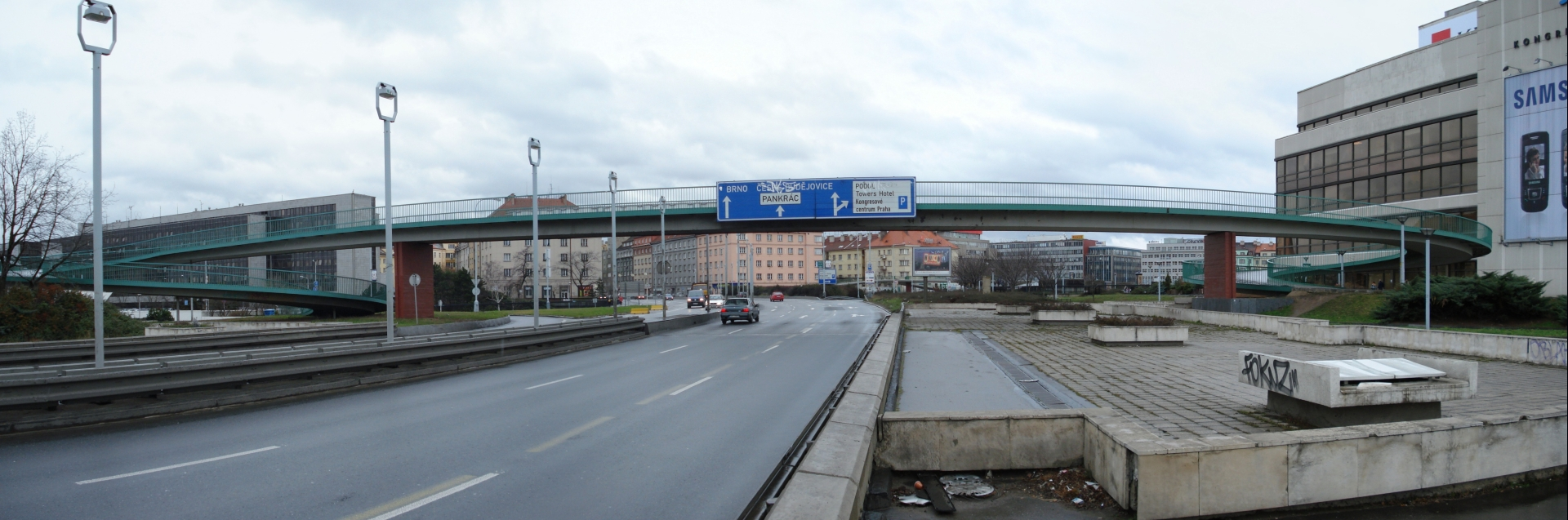
Lávka přes Severojižní magistrálu.

Lávky u Kongresového centra v Praze 4 - Nuslích přemosťují rušné komunikace.

## Lávka přes Severojižní magistrálu
Lávka přechází Severojižní magistrálu jižně od Nuselského mostu. Je ocelová skříňového průřezu, s točitými rampami na obou stranách, středově symetrická v půdorysu. Konstrukčně je podobná lávce u Roztyl. TSK hl. m. Prahy ji eviduje pod číslem X-551.
Na této lávce se ve filmu Akumulátor 1 z roku 1994 odehrává Oldův pokus s odrazem energie. Tato lávka se objevila i ve videoklipu k singlu Protestsong od Daniela Landy, kdy na ní mladý skaut rozdává odznáčky.

## Lávka přes Kongresovou ulici
První překračuje Kongresovou ulici. Je betonová s asymetrickým středním předpjatým trámem vetknutým na jedné straně. Je 6,8 m široká a 132 m dlouhá. TSK hl. m. Prahy ji eviduje pod číslem X-552.